# Eunidia
Eunidia är ett släkte av skalbaggar. Eunidia ingår i familjen långhorningar.

## Dottertaxa tillEunidia, i alfabetisk ordning[1]
- Eunidia affinis
- Eunidia albescens
- Eunidia albicans
- Eunidia alboapicalis
- Eunidia albolineata
- Eunidia albolineatipennis
- Eunidia albonotata
- Eunidia albopicta
- Eunidia albosignata
- Eunidia alboterminata
- Eunidia alboterminatoides
- Eunidia albovariegata
- Eunidia allardi
- Eunidia alternata
- Eunidia ambigua
- Eunidia andamanica
- Eunidia angolana
- Eunidia annulicornis
- Eunidia anteflava
- Eunidia apicalis
- Eunidia apicefusca
- Eunidia apicemaculata
- Eunidia arabica
- Eunidia argentea
- Eunidia aspersa
- Eunidia atripennis
- Eunidia atripes
- Eunidia aureicollis
- Eunidia auricollis
- Eunidia batesi
- Eunidia bella
- Eunidia bicolor
- Eunidia bifasciata
- Eunidia bifuscoplagiata
- Eunidia bigriseovittata
- Eunidia biplagiata
- Eunidia bituberata
- Eunidia boafoi
- Eunidia bremeri
- Eunidia breuningae
- Eunidia brunneovittata
- Eunidia brunneovittipennis
- Eunidia caffra
- Eunidia castanoptera
- Eunidia ceylanica
- Eunidia clarkeana
- Eunidia clathrata
- Eunidia coiffaiti
- Eunidia conradti
- Eunidia cordifera
- Eunidia crassicornis
- Eunidia cruciata
- Eunidia cyanoptera
- Eunidia cylindrica
- Eunidia cylindricollis
- Eunidia densealbosparsa
- Eunidia dilacerata
- Eunidia discobivittata
- Eunidia discomaculata
- Eunidia discounivittata
- Eunidia discovittata
- Eunidia diversimembris
- Eunidia divisa
- Eunidia djiboutiana
- Eunidia dolosa
- Eunidia dolosoides
- Eunidia duffyana
- Eunidia duffyi
- Eunidia duplicata
- Eunidia endroedyi
- Eunidia entwistlei
- Eunidia euzonata
- Eunidia exigua
- Eunidia fasciata
- Eunidia femoralis
- Eunidia flava
- Eunidia flavicans
- Eunidia flavointerruptovittata
- Eunidia flavomarmorata
- Eunidia flavoornata
- Eunidia flavopicta
- Eunidia flavosignata
- Eunidia flavovariegata
- Eunidia forticornis
- Eunidia fulvescens
- Eunidia fulvida
- Eunidia fusca
- Eunidia fuscoapicalis
- Eunidia fuscoapicipennis
- Eunidia fuscomaculata
- Eunidia fuscomarmorata
- Eunidia fuscosignata
- Eunidia fuscovittata
- Eunidia fuscovitticollis
- Eunidia ghanaensis
- Eunidia griseitarsis
- Eunidia griseolineata
- Eunidia guttulata
- Eunidia haplotrita
- Eunidia holoflava
- Eunidia holofusca
- Eunidia holonigra
- Eunidia holorufa
- Eunidia hovorkai
- Eunidia idactiformis
- Eunidia indistincta
- Eunidia infirma
- Eunidia infuscata
- Eunidia jeanneli
- Eunidia joveri
- Eunidia kinduensis
- Eunidia kivuensis
- Eunidia laosensis
- Eunidia lateralis
- Eunidia lateraloides
- Eunidia laterialba
- Eunidia lerouxi
- Eunidia lindblomi
- Eunidia lineata
- Eunidia lineatoides
- Eunidia lizleri
- Eunidia lomii
- Eunidia lubumbashii
- Eunidia lujai
- Eunidia macrophthalma
- Eunidia major
- Eunidia marmorea
- Eunidia mediomaculata
- Eunidia mediomaculatoides
- Eunidia mediosignata
- Eunidia mehli
- Eunidia meleagris
- Eunidia microphthalma
- Eunidia mimica
- Eunidia minima
- Eunidia minimoides
- Eunidia minor
- Eunidia mirei
- Eunidia mombasae
- Eunidia mourgliae
- Eunidia mucorea
- Eunidia multialboguttata
- Eunidia multinigromaculata
- Eunidia mussardi
- Eunidia nigeriae
- Eunidia nigricans
- Eunidia nigroapicalis
- Eunidia nigroapicaloides
- Eunidia nigrolateralis
- Eunidia nigrosignata
- Eunidia nigroterminata
- Eunidia nigrovittata
- Eunidia nigrovittipennis
- Eunidia obliquealbovittata
- Eunidia obliquealbovittatoides
- Eunidia obliquevittata
- Eunidia obliquevittipennis
- Eunidia obliquevittulipennis
- Eunidia ochraceovittata
- Eunidia ochreoapicalis
- Eunidia ochreomarmorata
- Eunidia ochreoornata
- Eunidia ochreopicta
- Eunidia octoplagiata
- Eunidia okahandjae
- Eunidia olivacea
- Eunidia opima
- Eunidia ornata
- Eunidia paraflavicans
- Eunidia paramarmorata
- Eunidia pararothkirchi
- Eunidia parasenegalensis
- Eunidia paraspilota
- Eunidia partegriseicornis
- Eunidia partenigroantennalis
- Eunidia partenigrofemoralis
- Eunidia philippinarum
- Eunidia piperita
- Eunidia plagiata
- Eunidia postfasciata
- Eunidia preapicefasciata
- Eunidia propinqua
- Eunidia pseudannulicornis
- Eunidia pseudocastanoptera
- Eunidia pseudodeceptrix
- Eunidia pseudosenilis
- Eunidia pseudosocia
- Eunidia pulchra
- Eunidia punctulicollis
- Eunidia pygmaea
- Eunidia quadrialbosignata
- Eunidia quadrialbovittata
- Eunidia quadricincta
- Eunidia quadriflavomaculata
- Eunidia quadrivittata
- Eunidia quinquemaculata
- Eunidia raffrayi
- Eunidia renaudi
- Eunidia rondoni
- Eunidia rothkirchi
- Eunidia rougemonti
- Eunidia rufa
- Eunidia rufescens
- Eunidia ruficornis
- Eunidia rufina
- Eunidia rufolineata
- Eunidia rufula
- Eunidia rufulicornis
- Eunidia rufuloides
- Eunidia saucissea
- Eunidia savioi
- Eunidia scorteccii
- Eunidia scotti
- Eunidia semirufa
- Eunidia senegalensis
- Eunidia setosa
- Eunidia sexplagiata
- Eunidia similis
- Eunidia simplex
- Eunidia simplicior
- Eunidia socia
- Eunidia somaliensis
- Eunidia spilota
- Eunidia spinicornis
- Eunidia splendida
- Eunidia stramentosa
- Eunidia stramentosipennis
- Eunidia strigata
- Eunidia subalbicans
- Eunidia subannulicornis
- Eunidia subbifasciata
- Eunidia subfasciata
- Eunidia subflavoapicata
- Eunidia subinfirma
- Eunidia submarmorata
- Eunidia subnebulosa
- Eunidia subnigra
- Eunidia subpygmaea
- Eunidia subsimilis
- Eunidia subteralba
- Eunidia subtergrisea
- Eunidia subtesselata
- Eunidia subtimida
- Eunidia subvagepicta
- Eunidia sulphurea
- Eunidia suturealba
- Eunidia tanzanicola
- Eunidia theresae
- Eunidia thomensis
- Eunidia thomseni
- Eunidia timida
- Eunidia transversefasciata
- Eunidia transversevittata
- Eunidia trialbofasciata
- Eunidia tricolor
- Eunidia trifasciata
- Eunidia trifuscopunctata
- Eunidia trivittata
- Eunidia trivitticollis
- Eunidia tubericollis
- Eunidia unicolor
- Eunidia unicoloricornis
- Eunidia unifuscomaculata
- Eunidia vagefasciata
- Eunidia vagefuscomaculata
- Eunidia vageguttata
- Eunidia vagemarmorata
- Eunidia vagepicta
- Eunidia vagevittata
- Eunidia vansoni
- Eunidia varicolor
- Eunidia varicoloripennis
- Eunidia varicornis
- Eunidia variegata
- Eunidia varipes
- Eunidia vestigialis
- Eunidia vittata
- Eunidia wittei
- Eunidia vitticollis
- Eunidia xyliae
- Eunidia yemeniensis
- Eunidia ziczac